# 阿梅代奥·阿马代伊
阿梅代奥·阿马代伊（義大利語：Amedeo Amadei，1921年7月26日—2013年11月24日），意大利男子足球运动员，场上位置是前锋。他曾代表意大利国家队参加1950年国际足联世界杯，结果获得第七名。